# 松平定行
松平 定行（まつだいら さだゆき）は、江戸時代前期の大名。遠江国掛川藩主、伊勢国桑名藩主、伊予国松山藩の初代藩主。定勝系久松松平家宗家2代。官位は従四位下・隠岐守、侍従。於大の方は祖母、徳川家康は伯父にあたる。

## 生涯
天正15年（1587年）、松平定勝の次男として生まれる。母は奥平信昌の養女（奥平貞友の次女）・たつ。慶長6年（1601年）、伯父の家康に初めて拝謁した。慶長7年（1602年）、従五位下・河内守に任ぜられる。次男であるが本家とは別に近江国蒲生郡のうち2千石を賜った。翌年、兄の定吉の自害により嫡子となる。慶長10年（1605年）9月、家康の命により島津忠恒（家久）の養女を室とする。慶長12年（1607年）、父の定勝より掛川城3万石を譲られ、嫡子のまま大名となった。大坂の陣では定勝と共に伏見城を警衛した。
元和3年（1617年）、定勝の世子になり、掛川を幕府に還付し桑名に移った。寛永元年（1624年）、定勝の卒去により桑名藩11万石を継承した。3年後、隠岐守に転任されまた従四位下に昇進された。寛永11年（1634年）、従甥の徳川家光の上洛に際し、途上の桑名より供奉し、家光の参内前に侍従に叙任された。家光の参内では騎馬の供奉を務めた。
寛永12年（1635年）、家光の命により伊予松山藩に4万石の加増転封となった。中四国へは初の家門入部であり、これは西国の外様への牽制と警戒のための処置であったとされる。寛永16年（1639年）に松山城の天守を5重から3重に改築した。正保元年（1644年）に長崎探題に就任し、異国船との交渉に当り、鎖国制度の完成に貢献した。家光薨去後の慶安4年（1651年）、幼将軍徳川家綱を補佐するため溜之間詰に任ぜられた。同席は保科正之（家綱叔父）、松平頼重（家光従弟）、井伊直澄（譜代筆頭石高）。一方で同年、幕政批判を行い勝手に剃髪出家した弟の松平定政（三河国刈谷藩2万石）が改易となり、定政一家は定行に預けられ蟄居処分となった。定行に連座は無かった。以降、定政は定行の国許の伊予国松山で暮らした。
万治元年（1658年）、72歳で隠居し、家督を嫡男の定頼に譲って松山東野御殿に退き、松山（しょうざん）と称した（のちに勝山と改める）。これにより勝山公と奉称された。東野御殿では俳諧や茶道に親しむなど悠々自適の生活を送り、寛文8年（1668年）、東野御殿にて卒去した。享年82。
正室は長男定頼の生母。元和4年（1618年）卒去。長寿院殿月窓貞泉大姉と贈られた。当初は桑名長寿院に葬られたが、定行の移封に伴い菩提を弔うため松山城下に長寿院（のちの法龍寺）が造営され、位牌が祀られた。継室は前室長寿院殿の養妹。明暦4年（1658年）、江戸で卒去。江戸麻布曹渓寺で火葬され、蓮香院殿湖月貞鑑大姉と号を贈られた。遺骨は松山長寿院（法龍寺）に送られ、改めて浄蓮院殿湖月貞鑑大姉と号が贈られ、埋葬された。

## 系譜
- 正室：長寿院 - 島津忠恒の養女、島津朝久娘[2]
  - 長男：松平定頼（1607-1662）
  - 四女：菊姫（?-1661） - 松平昌勝正室
- 継室：浄蓮院 - 島津忠恒の養女、伊集院忠真娘[3]
- 側室：村尾氏
  - 次女：龍光院（1622-1663） - 酒井忠朝正室
  - 三女：倶君（1637-1692） - 堀田正信正室
- 生母不明の子女
  - 次男：月舟賢順（1609-1668）[4] - 仏国山法龍寺住職
  - 長女（早世）[4]
- 養子
  - 女子（?-1668）：松平忠倶正室 - 阿部重次娘[5]